# Memecylon insigne
Memecylon insigne är en tvåhjärtbladig växtart som beskrevs av Rudolf Mansfeld. Memecylon insigne ingår i släktet Memecylon och familjen Melastomataceae. Inga underarter finns listade i Catalogue of Life.